# LGV Hanau–Würzburg/Fulda–Erfurt

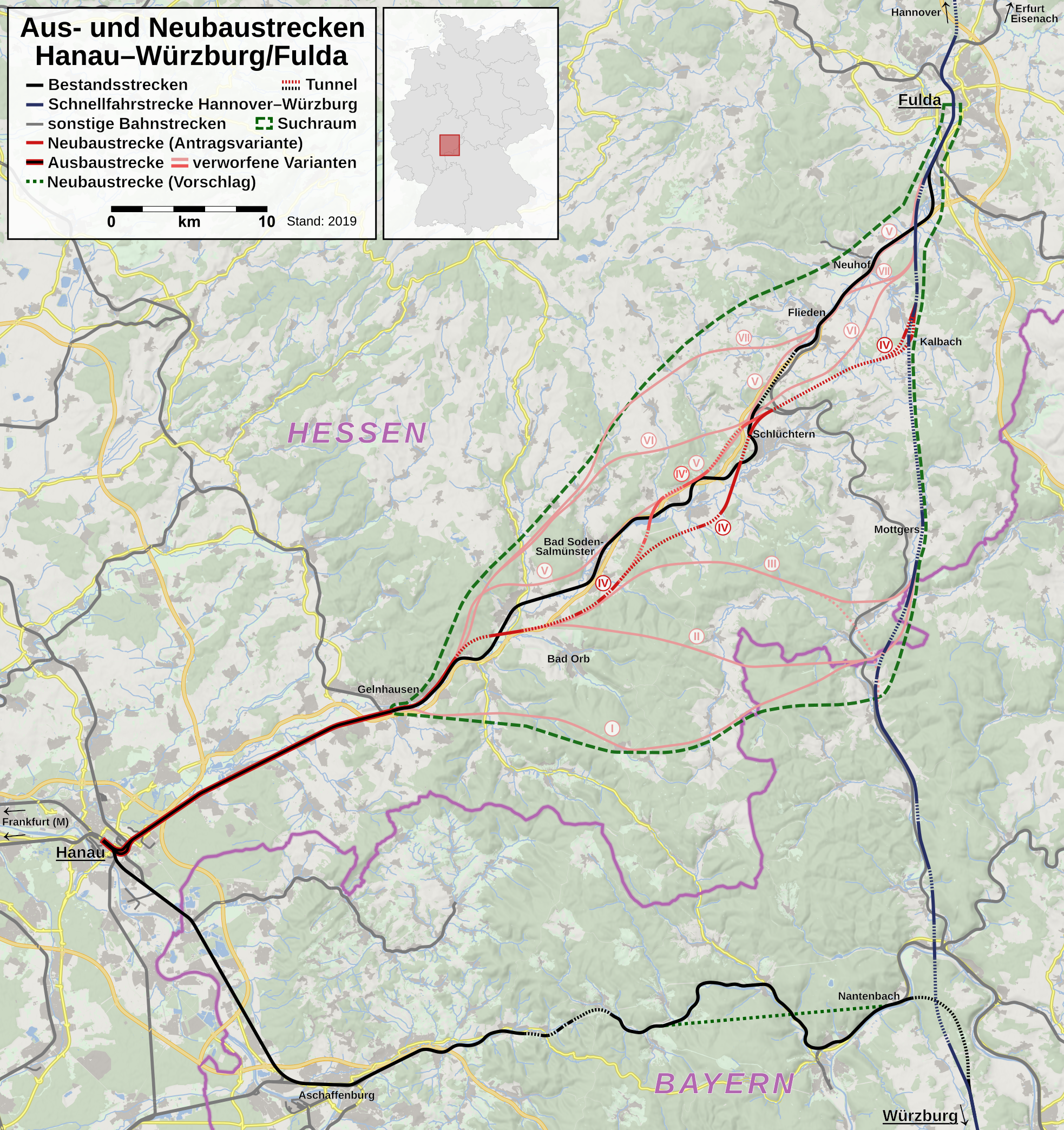
Carte du tracé de la section Hanau-Fulda

La LGV Hanau–Würzburg/Fulda–Erfurt est un projet de ligne de chemin de fer à grande vitesse qui doit relier Francfort-sur-le-Main à Erfurt à l'horizon 2030. Il a pour but l'augmentation de la capacité et une réduction du temps de parcours entre Francfort et Erfurt. 
Le programme comporte deux phases. Une première de Hanau à Fulda qui doit permettre un gain de temps de 11 minutes par rapport à la ligne existante.